# Xã Orwell, Quận Otter Tail, Minnesota
Xã Orwell (tiếng Anh: Orwell Township) là một xã thuộc quận Otter Tail, tiểu bang Minnesota, Hoa Kỳ. Năm 2010, dân số của xã này là 170 người.